# Ngaju (Sprache)
Ngaju ist entlang der Flüsse Kapuas, Kahayan, Katingan und Mentaya der Provinz Kalimantan Tengah von den Ngaju gesprochene Sprache. Sie gehört zu den austronesischen Sprachen. Dialekte sind Pulopetak, Ba'amang und Mantangai.